# Konrad V. (Rietberg)

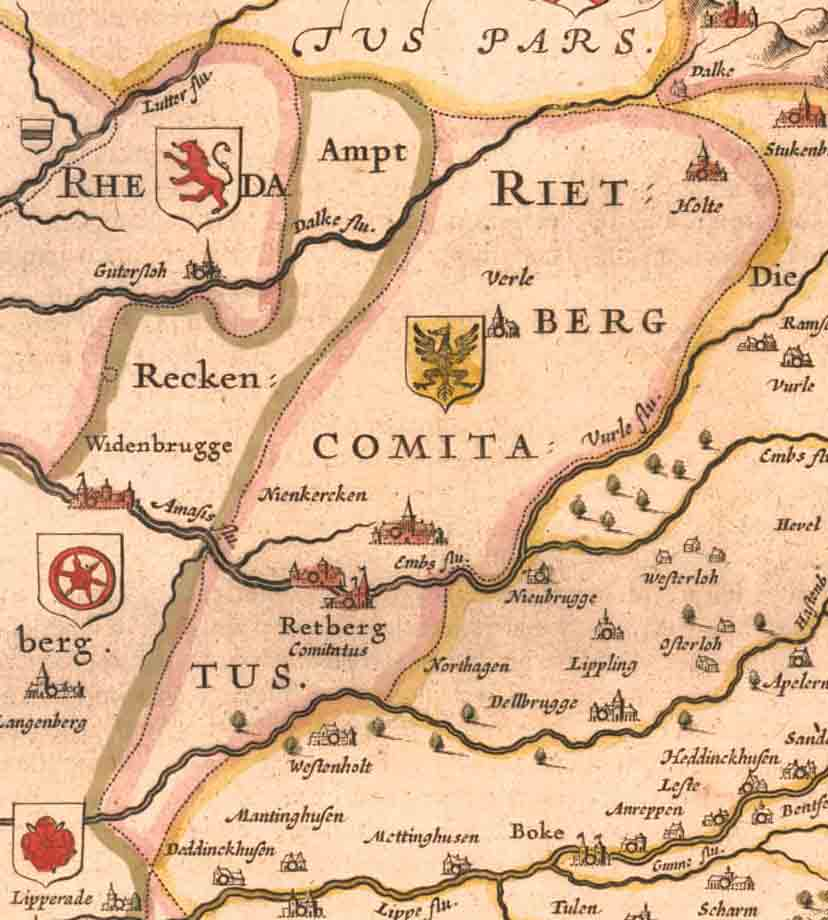
Karte der Grafschaft um 1650

Graf Konrad V. von Rietberg († 31. Oktober 1472) war 1428 bis 1472 Graf von Rietberg. Sein Vater war Graf Konrad IV. von Rietberg.

## Leben

### Ehe und Nachkommen
Konrad heiratete bereits vor 1450 Jacobe (* 1426; † 23. Februar 1492), Tochter von Graf Gumprecht II. von Neuenahr und Margarethe von Limburg-Broich, die ihm 6 Kinder schenkte:
- Johann I., folgte nach dem Tod des Vaters 1472 als Graf von Rietberg nach und regierte die Grafschaft bis 1516.
- Emegart ⚭ 1443 Arnd Balke
- Konrad (* um 1456; † 1508); wurde am 2. Februar 1482 zum Bischof von Osnabrück gewählt, war Fürstbischof von Rietberg und seit 1497 auch Bischof von Münster
- Simon; wurde Domherr in Köln
- Gumprecht; wurde nur 1468 erwähnt
- Margarethe ⚭ am 10. März 1483 Herzog Friedrich von Braunschweig-Lüneburg

Konrads V. Witwe Jacobe von Neuenahr war 1476–1479 Äbtissin (Gegenäbtissin) von Stift Herford.

### Grablege
Konrad V. ist im nicht erhaltenen Teil des Kreuzganges im ehemaligen Zisterzienserkloster Marienfeld begraben. Auf der Grabplatte stand in lateinischer Schrift:
Mille quadringentis septuagesimo secundo annis transactis,
mensis penultima die Octobris pius illustris et liberalis
Conradus comes de Retberg, proelio miles,
migrans a mundo divina pace quiescat.
In deutscher Übersetzung:
"Nachdem 1472 Jahre um waren, am vorletzten Tag des Oktober als Soldat im Kampf aus der Welt geschieden, möge der angesehene und freigiebige Konrad Graf von Rietberg im Frieden Gottes ruhen."
Daneben die Grabplatte seiner Frau:
Quam premit hoc sacrum coniux veneranda sepulchro,
Retbergi comitis, Jacoba dicta fuit.
Illustrem genuit *** generosa propago (Jacoba von Neuenahr)
Hanc comitum, inde pari nupserat illa thoro
Quam forma excoluit, vitam, prudentia, virtus
Candida apud superos vivat it illa pios
MCCCCXCII, nocte sancti Matthiae
In deutscher Übersetzung:
Die ehrwürdige Frau, die dieser unselige Grabstein drückt, ist die Gemahlin des Grafen von Rietberg, Jakoba, gewesen. Ein edles Grafengeschlecht brachte sie hervor, und so heiratete sie ebenbürtig. Schönheit zeichnete sie aus, Klugheit und Tugend ihr Leben. Ohne Sünde lebe sie auch bei den Gerechten im Himmel. 1492, in der Nacht vor St. Matthias.

## Werke
Konrad V. ließ die Rietberger Schlosskapelle erbauen, die am 2. Juli 1464 geweiht werden konnte. 1456 musste er seine Grafschaft dem Landgrafen von Hessen zum Lehen auftragen, wodurch seine Grafschaft die Reichsunmittelbarkeit verliert. Im Gegenzug erhielt er 600 rheinische Gulden.